# Портас, Альберт
Альберт Портас Сой (исп. Albert Portas Soy; родился 15 ноября 1973 года в Барселоне, Испания) — испанский профессиональный теннисист; победитель двух турниров ATP (из них один в одиночном разряде).

## Общая информация
Отец Альберта — Хайме — представитель химической компании; мать — Анна-Мария; Имеет брата-близнеца по имени Хосе Мария и младшего брата Начо.
Начал играть в теннис в возрасте восьми лет. Любимое покрытие — грунт. Любимым турниром называет Открытый чемпионат США. Кумирами в мире тенниса в детстве были Матс Виландер, Янник Ноа Джон Макинрой и Джимми Коннорс. Большую часть карьеры тренировался под руководством Маркуса Аурелио Горриса. Увлекается футболом и баскетболом. Болельщик футбольного клуба Барселона.

## Спортивная карьера
В ATP-туре Портас дебютировал в августе 1993 года, когда через квалификацию попал в основную сетку турнира в Сан-Марино. В первом раунде он уступил финалисту того розыгрыша турнира Ренцо Фурлану. В июле 1995 года испанец выиграл первый турнир из серии «челленджер», который проводился в Праге. Через неделю также в праге, но уже на турнире АТП Портас пробился в полуфинал.
В апреле 1997 года Портас заявил о себя, выйдя в финал турнира в родной Барселоне, начав выступления с квалификации. По ходу турнира Альберт обыграл ряд сильных грунтовиков, а во втором раунде он оказался сильнее девятой ракетки мира на тот момент Марсело Риоса. В финале Портас проиграл соотечественнику Альберту Косте со счётом 5-7, 4-6, 4-6. После турнира он впервые вошёл в топ-100 мирового рейтинга. В конце апреля Портас сыграл в четвертьфинале турнира в Праге. В мае, пройдя три раунда квалификации Открытого чемпионата Франции, он дебютировал в основной сетке турнира серии Большого шлема. Во втором раунде он смог обыграть своего соотечественника из топ-10 Карлоса Мойю — 6-4 4-6 7-5 6-3. В борьбе за выход в четвёртый раунд он в упорной борьбе уступил бельгийцу Филипу Девулфу — 3-6 6-7(5) 6-4 7-6(6) 6-8. Ещё одну победу над теннисистом из топ-10 Портас одержал в июле на турнире в Штутугарте, где обыграл № 4 в мире Томаса Мустера в матче второго раунда. В целом он добрался до полуфинала того турнира. Через неделю Альберт сыграл в четвертьфинале в Умаге. Ещё дважды в четвертьфинал в сезоне он вышел осенью на турнирах в Бухаресте и Палермо. Сезон 1997 года стал прорывным в карьере Портаса и он завершил его уже на 35-м месте в рейтинге.
Сезон 1998 года Портас проводит несколько хуже чем предыдущий. Первый раз до четвертьфинала в сезоне он добрался в марте на турнире в Касабланке. В сентябре он сыграл в полуфинале в Бухаресте. В 1999 году он также первый раз до четвертьфинала добрался на турнире в Касабланке. В конце июля испанец вышел в полуфинал турнира в Умаге. В августе он во второй раз в карьере сыграл в финале АТП. Произошло это на турнире в Сан-Марино, где Портас в титульном матче уступил ещё одному представителю Испании Гало Бланко — 6-4, 4-6, 3-6.
На Открытом чемпионате Австралии 2000 года Портас в первом раунде смог обыграть в пяти сетах № 5 в мире Густаво Куэртена, однако уже в следующем раунде он выбыл с турнира. В феврале он дошёл до полуфинала турнира в Сантьяго, а в начале марта до четвертьфинала в Боготе. Следующего четвертьфинала она достиг в мае на Мальорке. Также в этом месяце Альберт сыграл в полуфинале в Санкт-Пёльтене. На Открытом чемпионате Франции и Уимблдонском турнире он смог добраться до стадии третьего раунда. В июле Портас сыграл в четвертьфинале в Бостаде и выиграл первый в карьере титул АТП в парном разряде на турнире в Умаге в альянсе с Алексом Лопесом-Мороном. В сентябре Портас вышел в четвертьфинал турнира в Бухаресте.
В феврале 2001 года Портас вышел в полуфинал турнира в Винья-дель-Маре. В апреле также до полуфинала он дошёл на турнире в Оэйраше. На турнире в Барселоне он смог попасть в четвертьфинал и победить во втором раунде № 5 в мире на тот момент Магнуса Нормана. В мае он сыграл свой лучший турнир в профессиональной карьере. На турнире серии серии Мастерс в Гамбурге Портас смог завоевать свой единственный титул АТП в одиночном разряде. По ходу турнира он обыграл Владимира Волчкова, Магнуса Нормана (№ 9 в мире на тот момент), Себастьяна Грожана (№ 11), Альберто Мартина, Ллейтона Хьюитта (№ 7) и в финале в упорной борьбе шестую ракетку мира Хуана Карлоса Ферреро со счётом 4-6, 6-2, 0-6, 7-6(5), 7-5. Благодаря этому успеху, Портас поднялся в рейтинге в топ-20. В июле Альберт сыграл в 1\4 финала в Бостаде и вышел в финал турнира в Сопоте, где в борьбе за титул потерпел поражение от Томми Робредо — 6-1, 5-7, 6-7(2). На Открытом чемпионате США он впервые вышел в третий раунд, где уступил № 4 в мире Ллейтону Хьюитту. Лучшим результатом осени стал выход в полуфинал в Палермо. Лучший в карьере сезон Портас завершил на 20-й строчке в мужском одиночном рейтинге.
После хорошего сезона игра Портаса пошла на спад. В мае 2002 года он вышел в третий раунд на Ролан Гаррос. В июле в Бостаде достиг первого и единственного в сезоне четвертьфинала в АТП-туре. На Открытом чемпионате Австралии 2003 года Портасу удалось пробраться в четвертьфинал парных соревнований в дуэте с Томми Робредо. В апреле того же года в первом раунде мастерса в Монте-Карло ему удалось выиграть № 6 в мире Энди Роддика. Ещё одну победу на теннисистом из первой десятки Альберт одержал в июле над № 4 в мире Карлосом Мойей в первом раунде турнира в Сопоте. В мае 2006 года впервые за долгий период Портас смог выйти в полуфинал турнира АТП — в Оэйраше. В июле того же года он добрался до четвертьфинала в Умаге. В 2007 году Портас завершает карьеру теннисиста.

## Рейтинг на конец года
| Год  | Одиночный рейтинг | Парный рейтинг |
| 2009 |                   | 1 071          |
| 2007 | 338               | 396            |
| 2006 | 140               | 181            |
| 2005 | 119               | 288            |
| 2004 | 175               | 103            |
| 2003 | 85                | 68             |
| 2002 | 88                | 122            |
| 2001 | 20                | 74             |
| 2000 | 51                | 88             |
| 1999 | 90                | 128            |
| 1998 | 84                | 154            |
| 1997 | 35                | 165            |
| 1996 | 182               | 226            |
| 1995 | 119               | 412            |
| 1994 | 269               | 466            |
| 1993 | 392               | 455            |
| 1992 | 502               | 464            |
| 1991 | 743               | 620            |

## Выступления на турнирах

### Финалы турнировATPв одиночном разряде (4)

#### Победы (1)
| Легенда                     |
| --------------------------- |
| Турниры Большого шлема (0)* |
| Итоговый турнир ATP (0)     |
| ATP Мастерс (1)             |
| АТР Gold (0)                |
| АТР International (0+1)     |

| Титулы по покрытиям | Титулы по месту проведения матчей турнира |
| ------------------- | ----------------------------------------- |
| Хард (0)*           | Зал (0)                                   |
| Грунт (1+1)         | Зал (0)                                   |
| Трава (0)           | Открытый воздух (1+1)                     |
| Ковёр (0)           | Открытый воздух (1+1)                     |

* количество побед в одиночном разряде + количество побед в парном разряде.
| №  | Дата        | Турнир            | Покрытие | Соперник в финале   | Счёт                   |
| 1. | 20 мая 2001 | Гамбург, Германия | Грунт    | Хуан Карлос Ферреро | 4-6 6-2 0-6 7-6(5) 7-5 |

#### Поражения (3)
| №  | Дата            | Турнир             | Покрытие | Соперник в финале | Счёт           |
| 1. | 20 апреля 1997  | Барселона, Испания | Грунт    | Альберт Коста     | 5-7 4-6 4-6    |
| 2. | 15 августа 1999 | Сан-Марино         | Грунт    | Гало Бланко       | 6-4 4-6 3-6    |
| 3. | 29 июля 2001    | Сопот, Польша      | Грунт    | Томми Робредо     | 6-1 5-7 6-7(2) |

### Финалы челленджеров и фьючерсов в одиночном разряде (33)

#### Победы (14)
| Условные обозначения |
| Челленджеры (8+12)*  |
| Фьючерсы (6+6)       |

| Титулы по покрытиям | Титулы по месту проведения матчей турнира |
| ------------------- | ----------------------------------------- |
| Хард (0+1)*         | Зал (0)                                   |
| Грунт (14+17)       | Зал (0)                                   |
| Трава (0)           | Открытый воздух (14+18)                   |
| Ковёр (0)           | Открытый воздух (14+18)                   |

* количество побед в одиночном разряде + количество побед в парном разряде.
| №   | Дата            | Турнир             | Покрытие | Соперник в финале   | Счёт                |
| 1.  | 21 февраля 1993 | Картахена, Испания | Грунт    | Жерар Сольве        | 7-5 6-3             |
| 2.  | 20 марта 1994   | Манреса, Испания   | Грунт    | Майлз Маклаган      | 5-7 6-4 4-3 — отказ |
| 3.  | 12 февраля 1995 | Картахена, Испания | Грунт    | Хуан Карлос Багуэна | 6-0 6-1             |
| 4.  | 5 марта 1995    | Картахена, Испания | Грунт    | Феликс Мантилья     | 7-6 6-4             |
| 5.  | 30 июля 1995    | Прага, Чехия       | Грунт    | Хишам Арази         | 6-7 6-4 6-4         |
| 6.  | 9 февраля 1997  | Картахена, Испания | Грунт    | Алекс Лопес Морон   | 4-6 7-6 6-4         |
| 7.  | 16 февраля 1997 | Картахена, Испания | Грунт    | Альберто Мартин     | 6-2 6-2             |
| 8.  | 27 апреля 1997  | Прага, Чехия       | Грунт    | Фернандо Висенте    | 6-1 6-4             |
| 9.  | 25 октября 1998 | Каир, Египет       | Грунт    | Альберто Мартин     | 6-2 1-6 6-3         |
| 10. | 8 октября 2000  | Барселона, Испания | Грунт    | Оскар Серрано Гамес | 3-6 6-4 6-3         |
| 11. | 15 октября 2000 | Каир, Египет       | Грунт    | Иржи Ванек          | 7-5 6-3             |
| 12. | 11 октября 2003 | Барселона, Испания | Грунт    | Альберт Монтаньес   | 6-4 6-4             |
| 13. | 5 июня 2005     | Фюрт, Германия     | Грунт    | Филипп Кольшрайбер  | 7-6(5) 6-2          |
| 14. | 21 августа 2005 | Виго, Испания      | Грунт    | Иван Наварро        | 6-4 6-4             |

#### Поражения (19)
| №   | Дата             | Турнир                | Покрытие | Соперник в финале     | Счёт           |
| 1.  | 24 мая 1992      | Барселона, Испания    | Грунт    | Хуан Хисберт Шульце   | 3-6 3-6        |
| 2.  | 27 февраля 1994  | Мурсия, Испания       | Хард     | Оскар Мартинес Диегес | 2-6 7-6 2-6    |
| 3.  | 13 марта 1994    | Манреса, Испания      | Грунт    | Микаэль Тильстрём     | 6-3 4-6 1-6    |
| 4.  | 31 июля 1994     | Прага, Чехия          | Грунт    | Иржи Новак            | 2-6 5-7        |
| 5.  | 22 января 1995   | Кала-Ратхада, Испания | Грунт    | Гонсало Лопес Фаберо  | 6-7 2-6        |
| 6.  | 5 февраля 1995   | Кала-Ратхада, Испания | Грунт    | Алекс Лопес Морон     | 6-7 4-6        |
| 7.  | 12 января 1997   | Мальорка, Испания     | Грунт    | Штефан Коубек         | 6-7 2-6        |
| 8.  | 3 февраля 1997   | Мальорка, Испания     | Грунт    | Хуан Антонио Марин    | 4-6 0-6        |
| 9.  | 2 марта 1997     | Картахена, Испания    | Грунт    | Алекс Калатрава       | 3-6 5-7        |
| 10. | 17 августа 1997  | Грац, Австрия         | Грунт    | Радомир Вашек         | 1-6 3-6        |
| 11. | 23 августа 1998  | Грац, Австрия         | Грунт    | Карлос Коста          | 5-7 6-7        |
| 12. | 4 августа 2002   | Сан-Марино            | Грунт    | Хосе Акасусо          | 6-3 3-6 2-6    |
| 13. | 6 октября 2002   | Севилья, Испания      | Грунт    | Оливье Мути           | 3-6 5-7        |
| 14. | 13 октября 2002  | Барселона, Испания    | Грунт    | Рубен Рамирес Идальго | 6-4 4-6 1-6    |
| 15. | 20 октября 2002  | Каир, Египет          | Грунт    | Стефано Гальвани      | 6-2 6-7(4) 1-6 |
| 16. | 30 марта 2003    | Барлетта, Италия      | Грунт    | Рафаэль Надаль        | 2-6 6-7(2)     |
| 17. | 21 сентября 2003 | Щецин, Польша         | Грунт    | Николас Массу         | 4-6 3-6        |
| 18. | 10 июля 2005     | Оберштауфен, Германия | Грунт    | Симон Гройль          | 5-7 2-6        |
| 19. | 16 октября 2005  | Барселона, Испания    | Грунт    | Фернандо Висенте      | 2-6 2-6        |

### Финалы турнировATPв парном разряде (4)

#### Победы (1)
| №  | Дата         | Турнир         | Покрытие | Партнёр           | Соперники в финале       | Счёт       |
| 1. | 23 июля 2000 | Умаг, Хорватия | Грунт    | Алекс Лопес Морон | Ловро Зовко Иван Любичич | 6-1 7-6(2) |

#### Поражения (3)
| №  | Дата           | Турнир             | Покрытие | Партнёр               | Соперники в финале                | Счёт    |
| 1. | 10 ноября 1996 | Сантьяго, Чили     | Грунт    | Дину Пескариу         | Густаво Куэртен Фернандо Мелигени | 4-6 2-6 |
| 2. | 21 июля 2002   | Умаг, Хорватия     | Грунт    | Фернандо Висенте      | Юлиан Ноул Франтишек Чермак       | 4-6 4-6 |
| 3. | 30 июля 2006   | Умаг, Хорватия (2) | Грунт    | Гильермо Гарсия Лопес | Ярослав Левинский Давид Шкох      | 4-6 4-6 |

### Финалы челленджеров и фьючерсов в парном разряде (35)

#### Победы (18)
| №   | Дата            | Турнир                | Покрытие | Партнёр                 | Соперники в финале                          | Счёт           |
| 1.  | 27 октября 1991 | Алжир, Алжир          | Грунт    | Давид Сальвадор Эстепа  | Михаэль ван дер Берг Николя Сабас           | 7-6 6-4        |
| 2.  | 6 марта 1994    | Мурсия, Испания       | Хард     | Херман Пуэнтес Альканис | Хосе Антонио Конде Хорди Мас Родригес       | 3-6 6-2 6-3    |
| 3.  | 29 января 1995  | Кала-Ратхада, Испания | Грунт    | Хуан Карлос Багуэна     | Массимо Ардинги Филиппо Мессори             | 3-6 6-1 6-4    |
| 4.  | 5 февраля 1995  | Кала-Ратхада, Испания | Грунт    | Хуан Карлос Багуэна     | Алекс Калатрава Алекс Лопес Морон           | 3-6 7-6 6-4    |
| 5.  | 19 февраля 1995 | Картахена, Испания    | Грунт    | Гонсало Лопес Фаберо    | Девин Боуэн Том Орвальд                     | 7-6 2-6 6-2    |
| 6.  | 8 сентября 1996 | Ташкент, Узбекистан   | Грунт    | Марсело Шарпентье       | Лоренс Тилеман Андрей Черкасов              | 6-1 6-2        |
| 7.  | 26 января 1997  | Мальорка, Испания     | Грунт    | Хуан Луис Раскон Лопе   | Фабио Маджи Хуан Антонио Марин              | 6-1 4-6 6-4    |
| 8.  | 7 июня 1998     | Фюрт, Германия        | Грунт    | Алекс Лопес Морон       | Хуан Игнасио Карраско Мартин Родригес       | 6-4 6-4        |
| 9.  | 23 августа 1998 | Грац, Австрия         | Грунт    | Дину Пескариу           | Лан Бейл Небойша Джорджевич                 | 6-3 6-4        |
| 10. | 25 октября 1998 | Каир, Египет          | Грунт    | Алекс Лопес Морон       | Альберто Мартин Сальвадор Наварро Гутьеррес | 4-6 6-3 6-2    |
| 11. | 20 июня 1999    | Брауншвейг, Германия  | Грунт    | Херман Пуэнтес Альканис | Небойша Джорджевич Томас Карбонелл          | 6-4 6-7(3) 6-3 |
| 12. | 4 июля 1999     | Венеция, Италия       | Грунт    | Херман Пуэнтес Альканис | Диего дель Рио Мариано Худ                  | 6-4 6-0        |
| 13. | 8 октября 2000  | Барселона, Испания    | Грунт    | Томас Карбонелл         | Йенс Книппшильд Маркус Хилперт              | 5-7 6-1 6-4    |
| 14. | 15 октября 2000 | Каир, Египет          | Грунт    | Алекс Лопес Морон       | Петр Ковачка Павел Кудрнац                  | 6-4 6-3        |
| 15. | 5 октября 2003  | Севилья, Испания      | Грунт    | Оскар Эрнандес Перес    | Энцо Артони Серхио Ройтман                  | 6-4 4-6 6-4    |
| 16. | 5 сентября 2004 | Киев, Украина         | Грунт    | Серхио Ройтман          | Игорь Куницын Юрий Щукин                    | 6-1 6-1        |
| 17. | 29 мая 2005     | Эттлинген, Германия   | Грунт    | Марк Лопес              | Йерун Массон Габриэль Трухильо Солер        | 3-6 6-1 7-5    |
| 18. | 25 марта 2007   | Барлетта, Италия      | Грунт    | Давид Марреро           | Симоне Ваньоцци Алессандро Мотти            | 6-4 6-4        |

#### Поражения (17)
| №   | Дата            | Турнир               | Покрытие | Партнёр                 | Соперники в финале                           | Счёт              |
| 1.  | 20 октября 1991 | Алжир, Алжир         | Грунт    | Давид Сальвадор Эстепа  | Гисберт Паули Аксель Хорнунг                 | 6-7 3-6           |
| 2.  | 11 октября 1992 | Тунис, Тунис         | Грунт    | Давид Сальвадор Эстепа  | Андреа Гауденци Алессандро Дальбони          | 2-6 4-6           |
| 3.  | 23 мая 1993     | Льейда, Испания      | Грунт    | Херман Пуэнтес Альканис | Хуан Мануэль Балселлс Хуан Игнасио Карраско  | 1-6 3-6           |
| 4.  | 5 сентября 1993 | Овьедо, Испания      | Грунт    | Херман Пуэнтес Альканис | Арне Клодт Свен Штадтландер                  | 3-6 4-6           |
| 5.  | 12 января 1997  | Мальорка, Испания    | Грунт    | Хуан Луис Раскон Лопе   | Фабио Маджи Хуан Антонио Марин               | 3-6 3-6           |
| 6.  | 19 января 1997  | Мальорка, Испания    | Грунт    | Хуан Луис Раскон Лопе   | Серхи Дюран Бернард Херман Пуэнтес Альканис  | 6-2 4-6 4-6       |
| 7.  | 3 февраля 1997  | Мальорка, Испания    | Грунт    | Хуан Луис Раскон Лопе   | Хулиан Алонсо Хайро Веласко                  | Без игры          |
| 8.  | 6 апреля 1997   | Барлетта, Италия     | Грунт    | Альберто Мартин         | Том Ванхудт Нуну Маркиш                      | 3-6 4-6           |
| 9.  | 17 августа 1997 | Грац, Австрия        | Грунт    | Альберто Мартин         | Лукас Арнольд Кер Том Ванхудт                | 1-6 2-6           |
| 10. | 18 июля 1999    | Грац, Австрия        | Грунт    | Херман Пуэнтес Альканис | Том Ванхудт Нуну Маркиш                      | 2-6 2-6           |
| 11. | 24 октября 1999 | Каир, Египет         | Грунт    | Алекс Лопес Морон       | Хайро Веласко Хуан Игнасио Карраско          | 7-6(6) 4-6 6-7(5) |
| 12. | 25 июня 2000    | Брауншвейг, Германия | Грунт    | Алекс Лопес Морон       | Йенс Книппшильд Джефф Таранго                | 2-6 2-6           |
| 13. | 6 октября 2002  | Севилья, Испания     | Грунт    | Алекс Лопес Морон       | Луис Орна Мариано Худ                        | 6-4 1-6 4-6       |
| 14. | 20 октября 2002 | Каир, Египет         | Грунт    | Алекс Лопес Морон       | Томас Беренд Карстен Браш                    | 6-7(3) 4-6        |
| 15. | 23 марта 2003   | Кальяри, Италия      | Грунт    | Хуан Игнасио Карраско   | Алекс Лопес Морон Андрес Шнейтер             | 7-5 4-6 5-7       |
| 16. | 6 июля 2003     | Кордова, Испания     | Хард     | Хуан Игнасио Карраско   | Брэндон Куп Ноам Окун                        | 4-6 6-1 4-6       |
| 17. | 11 июня 2005    | Барселона, Испания   | Грунт    | Алекс Лопес Морон       | Габриэль Трухильо Солер Оскар Эрнандес Перес | 5-7 4-6           |